# Panchià
Panchià là một đô thị ở tỉnh Trento ở vùng Trentino-Alto Adige/Südtirol của Ý, tọa lạc cách 40 km về phía đông bắc của Trento. Tại thời điểm ngày 31 tháng 12 năm 2004, đô thị này có dân số 718 người và diện tích là 20,2 km².
Panchià giáp các đô thị: Predazzo, Tesero, Ziano di Fiemme và Pieve Tesino.